# Pallavolo ai Giochi panafricani
La pallavolo ai Giochi panafricani è stata ammessa al programma sportivo dei Giochi panafricani dalla prima edizione nella versione maschile e dalla terza edizione nella versione femminile.